# Грушена
Грушена (словен. Grušena) — поселення в общині Кунгота, Подравський регіон‎, Словенія.